# Cmentarz żydowski w Łapach
Cmentarz żydowski w Łapach – kirkut służący społeczności żydowskiej niegdyś zamieszkującej Łapy. Znajduje się na terenie osiedla Osse. Nie wiadomo dokładnie kiedy powstał. Obecnie brak na nim jakichkolwiek nagrobków.